# Taï
Taï è un comune in Costa d'Avorio situato nel distretto di Montagnes, tra il parco nazionale di Taï e il fiume Cavally, al confine con la Liberia. Precedentemente sub-prefettura del dipartimento di Guiglo, Tai è stata eretta il 22 marzo 2013 come dipartimento a sé stante, la cui capitale è oggi la città di Tai. Due sotto-prefetture sono ora collegate a questo dipartimento, ovvero Tai e Zagné.
Taï è la roccaforte di due gruppi etnici indigeni: Oubi e Dao. Gli Oubi sono un gruppo etnico appartenente al gruppo dei popoli Krou. Si trovano nel comune di Taï e in dieci villaggi a sud, come i villaggi di Gouléako 1, Gouléako 2, Paulé-Oula, Diéré-Oula, Port-Gentil, Tiolé-Oula, Sakré e Ziriglo. I Dao, nel frattempo, sono Guéré (Wé) che fanno anche parte della grande famiglia Krou. I Dao sono raggruppati in due villaggi vicino alla città di Taï diretti a nord: i villaggi di Daobly e Ponan.
Ci sono anche altri gruppi etnici ivoriani come Malinke, Baoulé, Sénoufos e Dans, ma anche cittadini dell'Africa occidentale come Maliani, Burkinabé, Guineani, Liberiani, Nigeriani e Mauritani.

## Geografia fisica

### Clima
Il clima di Tai è caldo e umido tutto l'anno con temperature medie intorno ai 26 °C. Il clima è diviso in quattro stagioni: 
- Una lunga stagione delle piogge, da marzo-aprile a metà luglio, quando i venti umidi provenienti dall'Oceano Atlantico causano numerosi temporali e precipitazioni abbondanti.
- Una breve stagione secca da metà luglio a settembre, dove le precipitazioni sono rare, ma il cielo è molto nuvoloso.
- Una piccola stagione delle piogge, da settembre a novembre con poca pioggia.
- Una lunga stagione secca da dicembre a febbraio-marzo compreso un periodo di dicembre che è caratterizzato da una grande freschezza la notte e al mattino, in parte dovuto ai venti alisei del nord-est chiamato Harmattan.

## Politica e amministrazione
L'attuale sindaco del comune di Taï è il signor Bayalla Kouyé Maya Hippolyte. (Il precedente sindaco era Gnonkonté Désiré)
L'attuale prefetto del dipartimento di Tai è il signor Siba N'Guessan Konan Edouard (il Sig. Aka Kouassi Bio era il precedente)
L'attuale sottoprefetto di Tai è il signor Zan Bi Goré Adolphe.
L'attuale sottoprefetto di Zagné è il signor Ouattara Mory.

## Economia
L'economia locale si basa principalmente sull'agricoltura e il bestiame. Agricoltura: Hevea, Cacao, Caffè, Colatier, Riso, Mais, Manioca, Banane Piantaggine, Banane dolci, Yam, Taro, Patate, Melanzane, Peperoncino, Okra, Lattuga e Fagioli. Allevamento tradizionale: bovini, ovini, caprini, suini, pollame. Pesca tradizionale e piscicoltura.

### Ecoturismo e turismo sostenibile

#### Natura e cultura a Taï: un progetto di ecoturismo su base comunitaria
Alle porte del famoso parco, al quale la città ha dato il suo nome: Parco nazionale di Taï, un progetto di ecoturismo su base comunitaria è stato sviluppato nella città di Tai che offre un turismo basato su un concetto di natura e di cultura per mettere in luce il patrimonio eccezionale di Tai e della sua regione. I partner di questo progetto comunitario di ecoturismo e di sviluppo sostenibile sono la Wild Chimpanzee Foundation (WCF), la città di Taï e l'OIPR (Office Ivoirien des Parcs et Réserves).

#### L'ecomuseo di Taï
Costruito alla fine del 2012 e inaugurato nel giugno 2014, l'ecomuseo, che si trova alle porte della città di Tai, agisce come centro di accoglienza per accompagnare i visitatori durante tutto il loro soggiorno a Tai e nell' Parco Nazionale di Tai (alloggio, visite guidate, escursioni e spettacoli tradizionali personalizzate). Inoltre, il museo offre anche una retrospettiva di 34 anni di ricerca sui famosi scimpanzé del Parco Nazionale di Tai. L'edificio è destinato ad essere un vettore di trasmissione del patrimonio naturale e culturale della regione per sensibilizzare giovani e adulti attraverso presentazioni, diffusione di documentari, giochi divertenti ed educativi e per sostenere attivamente l'artigianato locale (esposizione e vendita di prodotti artigianali).

#### Alloggio insolito e turismo solidale nel villaggio di Gouléako 1
Il villaggio di Gouléako 1 (chiamato anche Trois Cailloux) si trova a sud di Taï, a circa 10 minuti in auto. Questo villaggio fa parte dei villaggi del gruppo etnico Oubi della famiglia Krou. Come parte del progetto di ecoturismo basato sulla comunità, il villaggio di Gouléako 1 e i suoi abitanti con l'aiuto di Thierry FABBIAN, coordinatore ecoturistico per la Wild Chimpanzee Foundation, si sono mobilitati per offrire autentiche attività turistiche ispirate alle vere tradizioni oubi. Inoltre, un ecolodge tradizionale composto da capanne rotonde offre ai turisti una sistemazione molto confortevole. L'insolito lodge nel villaggio di Gouléako 1 è gestito da un gruppo di donne.